# Ярославский район (Краснодарский край)
Ярославский район — административно-территориальная единица в Краснодарском крае РСФСР, существовавшая в 1934—1962 годах.
- Район был образован 31 декабря 1934 года в составе Азово-Черноморского края с центром в станице Ярославской за счет разукрупнения Лабинского района. Первоначально район включал в себя 6 сельских советов: Ворошиловский, Костромской, Краснокутский, Мохошевский, Унароковский, Ярославский.
- С 13 сентября 1937 года Ярославский район в составе Краснодарского края.
- 22 августа 1953 года в состав района вошли 4 сельсовета упраздненного Мостовского района: Беноковский, Мостовской, Переправненский, Хамкетинский.
- 23 июня 1955 года эти сельсоветы были переданы в Псебайский район.
- 28 апреля 1962 года Ярославский район был упразднен, его территория вошла в состав Лабинского района.